# Agama aculeata
Agama aculeata is een hagedis uit de familie agamen (Agamidae).

## Naam en indeling
De wetenschappelijke naam van de soort werd voor het eerst voorgesteld door Blasius Merrem in 1820.

## Uiterlijke kenmerken
De lichaamskleur is roodbruin met onregelmatige vlekken en strepen op het lichaam. In de nek is een kleine stekelkam aanwezig. De soort kan een lengte bereiken van kop tot staart van 100 centimeter. De staart is langer dan de kop en het lichaam samen. Mannetjes worden groter dan de vrouwtjes.

## Levenswijze
De agame is een bodembewoner die soms in struiken klimt om een zonnebad te nemen. Mannetjes bakenen een territorium af dat ze verdedigen tegen rivalen. De vrouwtjes zijn eierleggend, de eieren worden afgezet in een zelfgegraven hol. Een legsel bestaat uit vijf tot achttien eieren, gemiddeld tien.

## Verspreiding en habitat
De agame komt voor in delen van Sub-Saharisch Afrika en leeft in de landen Namibië, Botswana, Zimbabwe, Zuid-Afrika, Mozambique, Angola, Zambia en Swaziland). De habitat bestaat uit droge gebieden met veel rotsen waaronder geschuild kan worden.

## Ondersoorten
De soort wordt verdeeld in de volgende ondersoorten, met de auteur en het verspreidingsgebied.
| Naam                    | Auteur          | Verspreidingsgebied                 |
| ----------------------- | --------------- | ----------------------------------- |
| Agama aculeata          | Merrem, 1820    | De rest van het verspreidingsgebied |
| Agama aculeata distanti | Boulenger, 1902 | Zuid-Afrika, Swaziland              |